# Dietz Károly
Dietz Károly (Sopron, 1885. július 21. – Budapest, 1969. július 9.) ügyvéd, budapesti rendőrfőkapitány. 1934 és 1939 között a magyar labdarúgó-válogatott volt szövetségi kapitánya.

## Életútja
A budapesti tudományegyetemen jogot végzett. 1909-től fővárosi államrendőrségi fogalmazó, majd 1917 és 1918 között az Országos Közélelmezési Hivatal nyomozóosztályának előadója volt. Az őszirózsás forradalmat követően Budapest rendőrkapitánya volt 1918. október 31-étől 1919. március 21-éig. 1919. február 21-én ő tartóztatta le Kun Bélát és társait, ezért a Tanácsköztársaság kezdetén – március 21-étől május 16-áig – fogságban tartották. A Peidl-kormány idején ismét Budapest rendőrfőkapitánya lett, mindössze 4 napra (augusztus 3–6.), de Friedrich István hatalomátvétele után távozni kényszerült posztjáról.
Ezt követően egy magánvállalatnál dolgozott, mint könyvelő. 1930-ban a szegedi egyetemen jogi doktorátust szerzett és 1931-ben ügyvédi irodát nyitott Budapesten.
1934 és 1939 között a labdarúgó-válogatott szövetségi kapitánya volt.
1944 őszén a nyilasok letartóztatták, Sopronkőhidán, majd Mauthausenben raboskodott. Hazatérte után ügyvéd lett. 1951-ben a kommunista hatalom kitelepítette Bodrogkeresztúrra, 1953-ban tért vissza Budapestre, ahol 1969. július 9-én hunyt el.

## Labdarúgás
Mielőtt a Magyar Labdarúgó-szövetség (MLSZ) megindította volna a nemzetek közötti mérkőzéseket, több alkalmi mérkőzést játszott a magyar válogatott. Először nem volt szövetségi kapitány, még válogató bizottság sem, a kiküldöttek tanácsa állította össze a csapatot. A rendszeres nemzetközi mérkőzéseknél már nehézkesnek bizonyult a szavazás, mert nem a legjobbakat hozta össze a csapatba. A bizottsági válogatók mellé kapitányt választottak, aki intézte a kijelölt csapat sorsát. Tárgyilagosság hiányában a válogató bizottság megszűnt, ezért a legjobbnak tartott szakemberre bízták a válogatást, ő lett a szövetségi kapitány. A szövetségen belüli – hatalmi – irányvonalaknak köszönhetően egy-egy vereség után a válogató bizottság vissza-visszatért. Minder Frigyes a válogató bizottság elnöke. A kettősség a kapitányságban már ekkor megszűnt, de az akadályok nem. Tovább tartottak a jelszavak is és zavarták, befolyásolták a kapitányt is. Ezért érték a szép sikerek mellett, nagy vereségek is válogatottunkat.
Dietz Károly 1934 októbere és 1939 júniusa között irányította a válogatottat. Munkássága sikerére jellemző, hogy a kapitányi örökranglistán eredményesség tekintetében csak hárman előzik meg: Sebes Gusztáv, dr. Mezey György és Baróti Lajos. 41 mérkőzésen vezette a válogatottat, amelynek mérlege: 19 győzelem, 9 döntetlen és 13 vereség; 82 rúgott és 47 kapott gól volt. Edzőségének utolsó éveiben a profi csapatok hanyatlása meglátszott a kudarcsorozaton, ami a kormánynak ürügyül szolgált a kormánybiztos kiküldésére.
A legnagyobb sikerét és egyben kudarcát is az 1938-as franciaországi világbajnokság hozta. A döntőig 13-1-es gólkülönbséggel jutott el a csapat, az elődöntőben, a svéd válogatottat 5-1-re múlta felül, melynek szövetségi kapitánya, Nagy József volt. A döntőben a világbajnoki címvédő olasz válogatott volt az ellenfél. Dietz Károly az elődöntőhöz képest négy helyen változtatott a csapat összeállításán, mely hozzájárulhatott, hogy az addig magabiztosan játszó csapat 4-2-es vereséget szenvedett és ezüstérmes lett.

## Statisztika

### Mérkőzései szövetségi kapitányként
| Magyarország | Magyarország         | Magyarország                       | Magyarország  | Magyarország | Magyarország  | Magyarország    | Magyarország | Magyarország |
| #            | Dátum                | Helyszín                           | Hazai         | Eredmény     | Vendég        | Kiírás          | Gólok        | Esemény      |
| ------------ | -------------------- | ---------------------------------- | ------------- | ------------ | ------------- | --------------- | ------------ | ------------ |
| 1.           | 1934. október 7.     | Budapest, Hungária körúti pálya    | Magyarország  | 3 – 1        | Ausztria      | barátságos      | -            |              |
| 2.           | 1934. december 9.    | Milánó, San Siro Stadion           | Olaszország   | 4 – 2        | Magyarország  | barátságos      | -            |              |
| 3.           | 1934. december 16.   | Dublin, Dalymount Park             | Írország      | 2 – 4        | Magyarország  | barátságos      | -            |              |
| 4.           | 1935. április 14.    | Zürich                             | Svájc         | 6 – 2        | Magyarország  | Európa-kupa     | -            |              |
| 5.           | 1935. május 12.      | Budapest, Üllői úti pálya          | Magyarország  | 6 – 3        | Ausztria      | barátságos      | -            |              |
| 6.           | 1935. május 19.      | Párizs                             | Franciaország | 2 – 0        | Magyarország  | barátságos      | -            |              |
| 7.           | 1935. szeptember 22. | Budapest, Hungária körúti pálya    | Magyarország  | 1 – 0        | Csehszlovákia | Európa-kupa     | -            |              |
| 8.           | 1935. október 6.     | Bécs                               | Ausztria      | 4 – 4        | Magyarország  | Európa-kupa     | -            |              |
| 9.           | 1935. november 10.   | Budapest, Üllői úti pálya          | Magyarország  | 6 – 1        | Svájc         | barátságos      | -            |              |
| 10.          | 1935. november 24.   | Milánó                             | Olaszország   | 2 – 2        | Magyarország  | Európa-kupa     | -            |              |
| 11.          | 1936. március 15.    | Budapest, Hungária körúti pálya    | Magyarország  | 3 – 2        | Németország   | barátságos      | -            |              |
| 12.          | 1936. április 5.     | Bécs, Hohe Warte                   | Ausztria      | 3 – 5        | Magyarország  | barátságos      | -            |              |
| 13.          | 1936. május 3.       | Budapest, Hungária körúti pálya    | Magyarország  | 3 – 3        | Írország      | barátságos      | -            |              |
| 14.          | 1936. május 31.      | Budapest, Hungária körúti pálya    | Magyarország  | 1 – 2        | Olaszország   | barátságos      | -            |              |
| 15.          | 1936. szeptember 27. | Budapest, Üllői úti pálya          | Magyarország  | 5 – 3        | Ausztria      | Európa-kupa     | -            |              |
| 16.          | 1936. október 4.     | Bukarest                           | Románia       | 1 – 2        | Magyarország  | barátságos      | -            |              |
| 17.          | 1936. október 18.    | Prága, Sparta-pálya                | Csehszlovákia | 5 – 2        | Magyarország  | Európa-kupa     | -            |              |
| 18.          | 1936. december 2.    | London                             | Anglia        | 6 – 2        | Magyarország  | barátságos      | -            |              |
| 19.          | 1936. december 6.    | Dublin                             | Írország      | 2 – 3        | Magyarország  | barátságos      | -            |              |
| 20.          | 1937. április 11.    | Bázel                              | Svájc         | 1 – 5        | Magyarország  | Európa-kupa     | -            |              |
| 21.          | 1937. április 25.    | Torino, Benito Mussolini Stadion   | Olaszország   | 2 – 0        | Magyarország  | Európa-kupa     | -            |              |
| 22.          | 1937. május 9.       | Budapest, Hungária körúti pálya    | Magyarország  | 1 – 1        | Jugoszlávia   | barátságos      | -            |              |
| 23.          | 1937. május 23.      | Budapest, Üllői úti pálya          | Magyarország  | 2 – 2        | Ausztria      | barátságos      | -            |              |
| 24.          | 1937. szeptember 19. | Budapest, Hungária körúti pálya    | Magyarország  | 8 – 3        | Csehszlovákia | barátságos      | -            |              |
| 25.          | 1937. október 10.    | Bécs, Práter-stadion               | Ausztria      | 1 – 2        | Magyarország  | Európa-kupa     | -            |              |
| 26.          | 1937. november 14.   | Budapest, Üllői úti pálya          | Magyarország  | 2 – 0        | Svájc         | Európa-kupa     | -            |              |
| 27.          | 1938. január 9.      | Lisszabon                          | Portugália    | 4 – 0        | Magyarország  | barátságos      | -            |              |
| 28.          | 1938. január 16.     | Luxembourg                         | Luxemburg     | 0 – 6        | Magyarország  | barátságos      | -            |              |
| 29.          | 1938. március 20.    | Nürnberg                           | Németország   | 1 – 1        | Magyarország  | barátságos      | -            |              |
| 30.          | 1938. március 25.    | Budapest, Hungária körúti pálya    | Magyarország  | 11 – 1       | Görögország   | vb-selejtező    | -            |              |
| 31.          | 1938. június 5.      | Reims (FRA)                        | Magyarország  | 6 – 0        | Holland India | vb-nyolcaddöntő | -            |              |
| 32.          | 1938. június 12.     | Lille, Stade Victor Boucquey (FRA) | Svájc         | 0 – 2        | Magyarország  | vb-negyeddöntő  | -            |              |
| 33.          | 1938. június 16.     | Párizs, Parc des Princes (FRA)     | Magyarország  | 5 – 1        | Svédország    | vb-elődöntő     | -            |              |
| 34.          | 1938. június 19.     | Párizs, Olimpia stadion (FRA)      | Magyarország  | 2 – 4        | Olaszország   | vb-döntő        | -            |              |
| 35.          | 1938. december 7.    | Glasgow, Ibrox Park                | Skócia        | 3 – 1        | Magyarország  | barátságos      | -            |              |
| 36.          | 1939. február 26.    | Rotterdam, Feijenoord Stadion      | Hollandia     | 3 – 2        | Magyarország  | barátságos      | -            |              |
| 37.          | 1939. március 16.    | Párizs, Parc des Princes           | Franciaország | 2 – 2        | Magyarország  | barátságos      | -            |              |
| 38.          | 1939. március 19.    | Cork                               | Írország      | 2 – 2        | Magyarország  | barátságos      | -            |              |
| 39.          | 1939. április 2.     | Zürich, Hardturm-stadion           | Svájc         | 3 – 1        | Magyarország  | barátságos      | -            |              |
| 40.          | 1939. május 18.      | Budapest, Hungária körúti pálya    | Magyarország  | 2 – 2        | Írország      | barátságos      | -            |              |
| 41.          | 1939. június 8.      | Budapest, Üllői úti pálya          | Magyarország  | 1 – 3        | Olaszország   | barátságos      | -            |              |
|              | Összesen             |                                    |               | -            | mérkőzés      |                 | -            | gól          |

## Főbb művei
- Sándor László–Dietz Károly: A nyomozás alapelvei; Pátria, Bp., 1918 (A Magyar Királyi Belügyminisztérium felügyelete alatt álló rendőrségi szaktanfolyamok kiadványai)
- Októbertől – augusztusig. Emlékirataim; Rácz, Bp., 1920